# Baix Camp

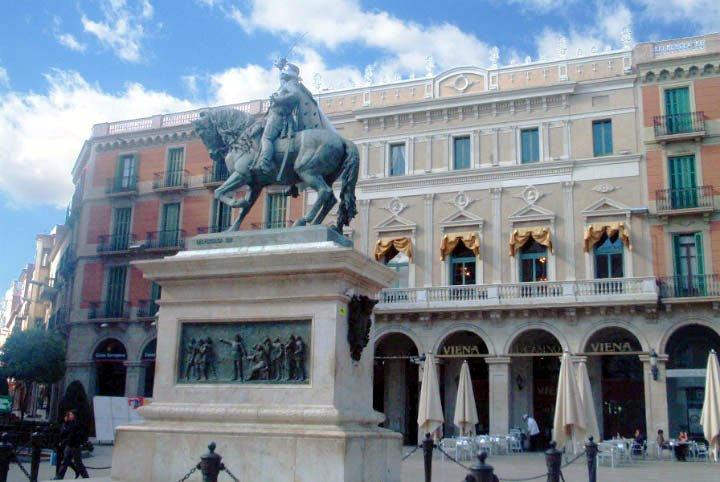
Juan Prim-monumentet i grevskapet Baix Camp.

Baix Camp är ett grevskap, comarca, i Katalonien. Baix Camp är en av tre comarques som bildades 1936. Det ligger vid Medelhavskusten, mellan Tarragonès i nordost och Baix Ebre i söder. Det gränsar också mot comarquerna Priorat, Ribera d'Ebre, Conca de Barberà och Alt Camp.

## Kommuner
Baix Camp är uppdelat i 28 kommuner, municipis.

- L'Albiol
- L'Aleixar
- Alforja
- Almoster
- Arbolí
- L'Argentera
- Les Borges del Camp
- Botarell
- Cambrils
- Capafonts
- Castellvell del Camp
- Colldejou
- Duesaigües
- La Febró
- Maspujols
- Mont-roig del Camp
- Montbrió del Camp
- Prades
- Pratdip
- Reus
- Riudecanyes
- Riudecols
- Riudoms
- La Selva del Camp
- Vandellòs i l'Hospitalet de l'Infant
- Vilanova d'Escornalbou
- Vilaplana
- Vinyols i els Arcs